# Dugpunkt
Dugpunktet er den temperatur ved hvilken en given luftmasses indhold af vanddamp, under afkøling ved konstant tryk, vil fortættes til flydende vand.
Dugpunktet bruges primært indenfor meteorologien til at beskrive, hvor tæt en luftmasse er på at være mættet med vanddamp: Det udtrykkes som en temperatur og hvis man afkøler en luftmasse til dens aktuelle dugpunkts-temperatur, fortættes en del af luftens indhold af vanddamp til flydende vand i bittesmå dråber: Dette viser sig som enten skyer eller tåge eller, hvis afkølingen sker ved kontakt med en overflade, dug.
En anden måde at beskrive luftens indhold af vanddamp er relativ luftfugtighed, som angives i procent.
Visse stoffer eller salte kan forårsage, at vanddamp fortætter ved en relativ luftfugtighed, som er lavere end 100%.